# Franckomyia
Franckomyiaes un género de dípteros nematóceros perteneciente a la familia Limoniidae. 

## Especies
- Contiene las siguientes especies:
- Subgenus Franckomyia Alexander, 1936
  - C. discalis (Alexander, 1936)
  - C. israelica Stary & Freidberg, 2007
  - C. recessiva (Alexander, 1927)
  - C. stylophora Alexander, 1962